# Кюрдски институт в Истанбул
Кюрдският институт на Истанбул (на кюрдски: Enstîtuya Kurdî Ya Stenbolê; на турски: İstanbul Kürt Enstitüsü) е научна организация в Истанбул, занимавала се с научни изследвания на кюрдската култура, главно език и литература.
Основан е на 18 април 1992 г. На 15 ноември същата година, скоро след неговото основаване, институтът е нападнат и временно затворен.
Сред учредителите са кюрдски и турски интелектуалци като Муса Антер (Musa Anter), Яшар Кая (Yaşar Kaya), Феки Хусейн Сагнич (Feqî Huseyîn Sagniç), Исмаил Бешикчи (İsmail Beşikçi), Абдурахман Дюре (Abdurrahman Dürre), Ибрахим Гюрбюз (İbrahim Gürbüz), Мехди Халъджъ (Mehdi Halıcı, известен като Джемшид Бендер, Cemşid Bender), Сюлейман Инаноглу (Süleyman İnanoğlu). Изпълнителен директор и лектор в Института е Фират Саян.
Основната изследователска дейност на института е в областта на езикознанието, фолклора и историята. Публикува всеки 3 или 6 месеца литературното списание „Зенд“ (Zend). Институтът провежда курсове по кюрдски език и издава удостоверения за превод на/от кюрдски език. Издал е речници – турско-кюрдски (Büyük Türkçe-Kürtçe sözlük / Ferhanga Mezın Tırkî Kurdî) и кюрдско-турски (Büyük Kürtçe-Türkçe Sözlük / Ferhanga Mazın Kurdî Turkî), съставени от Зана Фаркини (Zana Farqînî) през 2004 г. Преиздал е много от класическите творби на кюрдската литература, включително работите на Факи Тайран (Faqi Tayran).
Институтът е затворен и запечатан от полицията сутринта на 31 декември 2016 г. с декларация, позоваваща се на член 11 от Закона за извънредното положение.